# Viva Santana! - The Very Best of Santana
Viva Santana! - The Very Best of Santana è una compilation di Carlos Santana del 1988.
L'album, composto da trenta brani, ha lo scopo di offrire una panoramica del repertorio del chitarrista dei primi vent'anni, e comprende anche tracce dal vivo inedite.

## Tracce
Disco 1
1. Everybody's Everything (live) - 3:31
2. Black Magic Woman / Gypsy Queen (remix del 1988) - 5:21
3. Guajira (remix del 1988) - 5:38
4. Jungle Strut (Live al Montreux, 1971) - 5:30
5. Ballin' (traccia inedita) - 6:26
6. Jingo (remix del 1988) - 4:14
7. Bambara (traccia inedita) - 1:27
8. Angel Negro (traccia inedita) - 4:13
9. Incident At Neshabur (Live al Fillmore West, 1971) - 5:31
10. Just Let the Music Speak (traccia inedita) - 4:39
11. Super Boogie/Hong Kong Blues (traccia live inedita) - 12:26
12. Song Of The Wind (live) - 5:02
13. Abi Cama (live a Parigi, aprile 1983) - 1:49
14. Vilato (live a Parigi, aprile 1983) - 0:44
15. Paris Finale (live a Parigi, aprile 1983) - 3:37

Disco 2
1. Brotherhood (live, 1985) - 4:21
2. Open Invitation (live a San Francisco, 1985) - 6:21
3. Aqua Marine (live) - 6:47
4. Dance Sister Dance (Baila Mi Hermana) (live al California Jam II, Ontario, California, 1978) - 6:38
5. Europa (Earth's Cry Heaven's Smile) (live in Giappone, 1979) - 7:11
6. Peraza I (traccia inedita) - 2:41
7. She's Not There (live, 1985) - 4:21
8. Bambele (live al Winterland, traccia inedita) - 2:50
9. Evil Ways - 3:54
10. Daughter of the Night - 4:50
11. Peraza II (traccia inedita) - 1:25
12. Black Magic Woman / Gypsy Woman (live a Montréal, 1982) - 6:24
13. Oye Como Va (live a Montreal, 1982) - 4:13
14. Persuasion - 2:51
15. Soul Sacrifice (live al festival di Woodstock, 1969) - 8:49